# Кільце старого шейха
«Кільце старого шейха» («Кольцо старого шейха») — радянський телефільм 1980 року, знятий режисером Рафаелем Гаспарянцем на студії «Владикавказтелефільм».

## Сюжет
За мотивами однойменного роману Р. Кешокова. Продовження телефільму «Слідами Карабаїра». Фільм про самовіддану боротьбу працівників міліції зі спробами підірвати радянський лад на Північному Кавказі у передвоєнні роки.

## У ролях
- Дагун Омаєв — Жунід Шукаєв (дублював Борис Бистров)
- Руслан Фіров — Руслан Борисович (дублював Олексій Золотницький)
- Анатолій Шихалієв — Махмуд Коблєв (дублював Євген Красавцев)
- Маїрбек Абаєв — Муталіб Акбашев (дублював Олександр Вокач)
- Алі Тухужев — Хан (дублював Яків Бєлєнький)
- Давид Габараєв — Азамат (дублював Микола Караченцев)
- Муса Дудаєв — Рахман Бекбоєв дублював Герман Качин)
- Борис Кеворков — Семен Семенович Чернобильський (дублював Борис Іванов)
- Анатолій Диваєв — Манаф
- Дзембад Хамікоєв — Парамон Будулаєв, циган (дублював Євген Кіндінов)
- Артур Дзуцев — Арсен Сугуров, лейтенант (дублював Олексій Сафонов)
- Л. Черемних — Галя (дублювала Наталія Гурзо)
- Залім Мірзоєв — Зубер (дублював Леонід Бєлозорович)
- Рита Рамонова — Зінаїда Парітова, продавчиня (дублювала Ліліана Альошникова)
- Марк Расторгуєв — Микола Барсуков (озвучив Борис Сморчков)
- Мухадін Секреков — Ісхак Кумратов (дублював Всеволод Сафонов)
- Лідія Кенетова — Кумратова, дружина Ісхака, вихователька дитячого садка (дублювала Ельза Леждей)
- Агахан Агаханов — співробітник міліції (дублював Артур Ніщонкін)
- Юрій Балкаров — епізод
- Альві Денієв — Якуб Сіюхов (дублював Роман Ткачук)
- Абдулкадір Сайдумов — епізод
- Б. Еміралієв — епізод
- Б. Саралієв — епізод
- Н. Леонов — Ісхак Кумратов (дублював Всеволод Сафонов)
- С. Альборов — епізод
- В. Бораєв — епізод
- В. Дзоблаєв — епізод
- Р. Коков — епізод
- Б. Басієв — епізод
- Хасанбек Бігаєв — епізод
- С. Бзаєв — епізод
- А. Дзантієв — епізод
- Багір Деміров — хлопчик у чайхані

## Знімальна група
- Режисер — Рафаель Гаспарянц
- Сценарист — Юрій Чулюкін
- Оператор — Михайло Немисський
- Композитор — Мурад Кажлаєв
- Художники — Олександр Діхтяр, Володимир Пархоменко